# Joly (Ontario)
Joly es un municipio canadiense situado en la provincia de Ontario.

## Superficie
Joly tiene una superficie de 193,95 km².

## Demografía
En 2021, tenía 293 habitantes, una densidad poblacional de 1,5 hab./km², y 155 viviendas.